# Cantó de Val-de-Reuil
El cantó de Val-de-Reuil és un cantó francès del departament de l'Eure, situat al districte de Les Andelys. Té 8 municipis i el cap es Val-de-Reuil.

## Municipis
- Connelles
- Herqueville
- Léry
- Porte-Joie
- Poses
- Tournedos-sur-Seine
- Val-de-Reuil
- Le Vaudreuil

## Història
| Data d'elecció                           | Identitat           | Partit  | Qualitat |
| ---------------------------------------- | ------------------- | ------- | -------- |
| 1985-2001                                | Bernard Leroy       | UDF-CDS |          |
| 2001-                                    | Janick Léger-Lesœur | PS      |          |
| les dades anteriors no són pas conegudes |                     |         |          |
|                                          |                     |         |          |

## Demografia
| A partir de 1990: Població sense dobles comptes |